# 羽中ルイ
羽中ルイ（はちゅうるい、本名：早川正美、1951年9月3日 - ）は、日本の漫画家。山形県東置賜郡高畠町出身。高畠町立高畠小学校、高畠町立高畠第一中学校、山形県立高畠高等学校卒。

## 来歴
高校卒業後、1970年に上京し東京出版販売に入社するが翌年に退社し、1972年に藤子不二雄のアシスタントになる。当初は漫画のことを全く知らず、デザイン関係の会社だと思って藤子スタジオに入社した。藤子スタジオではドラえもんの初期の着色や背景などを担当する。ドラえもんの誕生日は2112年9月3日となっているが、これは羽中が9月3日生まれであることから設定したものとされる。
1973年には藤子スタジオを一旦退社し、本名で青春ものの作品を雑誌に発表している期間があったが、その期間中に遊びで藤子スタジオを訪れ、多忙の仕事を手伝ううちに再び正式なアシスタントとなり、4年間務め上げている。アシスタントの期間に羽中ルイのペンネームでデビューを果たし、1975年に最初の官能ものの作品「秘悦17歳」（『まんが壮快号』掲載）を発表後、エロ漫画家として『漫画エロトピア』『週刊漫画ジョー』『漫画大快楽』などで多数の作品を発表した。

## 単行本
- 少女の神話（1978年、ワールドコミックス、久保書店）
- 少女の聖書（1979年、ワールドコミックス、久保書店）

他、多数